# 霊感商法
霊感商法（れいかんしょうほう）とは、霊感があるかのように振舞って、先祖の因縁や霊の祟り、悪いカルマがあるなどの話を用いて不安を煽り、印鑑・数珠・多宝塔・壺などの商品を法外な値段で売ったり、不当に高額な金銭などを取る商法である。警視庁などでは悪徳商法の一種として定義している。
代表的な霊感商法団体としては旧統一教会（現・世界平和統一家庭連合）が知られるが、紀藤正樹によれば「日韓併合の罪を清算するために日本人は韓国に貢献しなければいけない」という教義の下で日本人にだけ霊感商法を含む搾取行為を行っている。特に1980年代から社会問題となった。霊視商法、開運商法とも呼ばれる。

## 概要
霊感商法では、人の不幸を巧妙に聞き出し、霊能者を装った売り手が、その不幸を先祖のたたりなどの因縁と紐づける。そして「この商品を買えば祖先のたたりは消滅する。」と効能を訴えたり、「このままだともっと悪いことが起きる」などと不安を煽り、相手の弱みにつけこんで、法外な値段で商品を売りつける。扱われる商品としては、主に壺や多宝塔の美術品を始め、印鑑、数珠（念珠）、表札、水晶などがある。
「この商品を買えば幸運を招く」と謳って商品を売る商法はかねてから「開運商法」などと呼ばれていたが、世界基督教統一神霊協会（統一教会/統一協会）との深い関係が指摘される世界日報社が刊行した書籍によれば、1980年代に統一教会信者らによるこの種の商法が問題となった際に、日本共産党の機関誌である『しんぶん赤旗』が「霊感商法」という言葉で報じ、以後この呼称が広く使われるようになったとされる。しかし有田芳生によればこの主張は誤りであり、正しくは朝日ジャーナルから始まった呼称であるという主張も存在する。
1978年（昭和53年）頃から、先祖の霊が苦しんでいるとか、先祖の因縁を説かれ、高価な印鑑、壺、多宝塔等を購入した多くの者が、国民生活センターや各地の消費生活センターに苦情を寄せるようになった。1986年（昭和61年）には『朝日ジャーナル』が「霊感商法」批判記事を連載した。1980年代以降、国会でも社会問題として度々取り上げられ、日本国政府に対策が求められた。
霊感商法の被害者らは、損害賠償を求めて訴訟を起こしたが、長らくは和解に終わるケースが多かった。しかし、1993年（平成5年）の福岡地裁における判決で、信者らの不法行為に対して統一教会/統一協会自体の使用者責任が初めて認定されて以降、教団の責任を認定する判決が複数確定している。
霊感商法問題に積極的に取り組んでいた弁護士の山口広によると、霊感商法の代表例である高島易断に関する相談は1990年以前からあったが、毎年10件足らずの相談で単発的に100万円程度の被害であった。それが2005年〜2009年頃から悪質な墓石商法などで知られる細木数子、スピリチュアル・カウンセラーを名乗っていた江原啓之といった人物を視聴率目当てに起用していたテレビや売上目的で特集を組んでいた出版社による宣伝が活発になるにつれ、国民生活センターが集計した祈祷などに関連して法外な金銭を自身や家族、親戚が支払わされているといった相談数が2002年から2005年までの4年間だけでも、429件、536件、751件、819件…と急増していった。
2018年6月8日に消費者契約法改正案が成立し、「消費者は事業者が消費者契約の締結について勧誘をするに際し、以下の勧誘行為によって困惑し、それによって当該消費者契約の申込み又はその承諾の意思表示をしたときは、これを取り消すことができる」と霊感商法について消費者は消費者契約を取り消すことができると規定され（取消権の期限は法7条により、追認をすることができる時から1年以内又は該消費者契約の締結の時から5年以内）、2019年6月15日に施行された。
- 「当該消費者が、社会生活上の経験が乏しいことから、特定事項[注釈 2]に対する願望の実現に過大な不安を抱いていることを知りながら、その不安をあおり、裏付けとなる合理的な根拠がある場合その他の正当な理由がある場合でないのに、当該消費者契約の目的となるものが当該願望を実現するために必要である旨を告げる」（法第4条第3項第3号）
- 「当該消費者が、加齢又は心身の故障によりその判断力が著しく低下していることから、生計、健康その他の事項に関しその現在の生活の維持に過大な不安を抱いていることを知りながら、その不安をあおり、裏付けとなる合理的な根拠がある場合その他の正当な理由がある場合でないのに、当該消費者契約を締結しなければその現在の生活の維持が困難となる旨を告げること」（法第4条第3項第4号）
- 「当該消費者に対して霊感その他の合理的に実証することが困難な特別な能力による知見として、そのままでは当該消費者に重大な不利益を与える事態が生ずる旨を示してその不安をあおり、当該消費者契約を締結することにより確実にその重大な不利益を回避することができる旨を告げる」（法第4条第3項第6号）

なお、統一教会による金銭被害は、霊感商法だけでなく、信者への多額の献金要求なども含むことに留意が必要である。霊感商法の被害は、教団外部の第三者が受けた被害であるため、内部の信者が自発的に行動して受けた被害をどう扱うのかという問題が浮上している。
2005年から2010年にかけて、警察による霊感商法の摘発が相次いだことから、不特定多数を狙った霊感商法は下火になり、集金方法は「狭く、深く」少数の信者から大金を搾取するようになっているという。

## 被害額上位の事件一覧
| 名称                                                             | 被害者数 | 被害額                     | 摘発/破綻時期 |
| ---------------------------------------------------------------- | -------- | -------------------------- | ------------- |
| 世界基督教統一神霊協会 （旧・統一協会 現・世界平和統一家庭連合） | 3.2万人  | 1,237億円 （～2021年時点） | 被害継続中    |
| 法の華三法行                                                     | 2.2万人  | 950億円                    | 2000年        |
| 神世界                                                           | 数千人   | 250億円                    | 2011年        |

## 世界基督教統一神霊協会（統一教会）の霊感商法
日本人のみ対象とした差別的搾取
弁護士の紀藤正樹によると「日本が戦前に韓国を併合し、韓国に攻め入った、それが日本人の罪」「罪を清算するために日本人は韓国に貢献しなければいけない」という教義で裏付けられてお金を出さされるという仕組みなっており、日本人だけが高い商品や金銭を要求される非常に差別的な宗教となっている。統一教会による霊感商法や献金による搾取問題も、日本人にだけの独自事情となっている。（旧）統一教会は「日本人が韓国にお金を提供することが、つまり文鮮明を助けることが日本人が過去に起こした罪を清算することなので、日本人が救われるんだ」と教え込み、日本人のみ搾取される宗教であるために、紀藤は教会創立者の文鮮明について「日本人に対する強い恨みがあったんだろうなという風に思わざるを得ない」「中立的に見た時は、日本人だけがお金を払わされているというのは極めて不公平。」と語っている。

### 誕生の経緯
世界基督教統一神霊協会（現・世界平和統一家庭連合、統一教会/統一協会）の元信者の証言によると、効能を謳って販売し薬事法違反に問われ販売に行き詰まっていた高麗人参や統一教会/統一協会系企業である韓国の「一信石材」から大理石の壺を輸入し、美術品として販売していたが、売り上げが伸びなかったため今後は教義を使って販売することになった。それまでの体質改善をアピールするトークに代え、「壺は霊界を解放するため」とか、“救いのためには血統を転換しなければならない”という教団の教義を使い、「高麗人参は血を清めるため」というように体系化し、基本トークを作り上げた。
トークの体系化によりそれまで5、6時間かかっていた販売時間が2、3時間に短縮され、3日間ぐらいの展示会で1億円から2億円（悪いところでも5千万円）の売り上げがあった。この展示会を毎日のように北海道から九州まで行い、1983年から1984年までの間は、韓国の教祖文鮮明のもとに100億円を送金する月まであったとされる。

### 国会での議論
国会でも霊感商法問題は何十回も取り上げられ、警察庁の刑事局保安部生活経済課長が「でもこの種の商法というのは人の弱みといいますか、人の不安につけ込むというもので、悪質商法の中でも最も悪質なものの一つということで、全国の警察に繰り返し厳しく取り締まるように指示をしておるところでございます。その結果、この数年間で13件検挙した事例が出ております。各種の法令を適用して検挙しておる実態でございます。」と答弁した。また原価の10倍から数百倍もの法外な値段で売ることがマニュアルで指示されていたことも語られている。

### 法的解釈
法的にみれば悩みや苦しみを抱えている者などに対して、霊界など科学的な根拠もないことを言って勧誘したり、霊視を口実に人を集めたり、演じたりなどして（人の宗教心や超自然的なものへの畏れなどを利用して）高額な金銭などを支払わせた相手方に対しては、1.公序良俗に違反する違法な行為（民法90条）、2.詐欺・強迫にあたる行為（民法96条）、3.不法行為（民法709条（大阪地裁平成10・2・27判決）により、代金の返還・損害賠償請求ができる。

### 新法の制定
2022年、旧統一教会信者家族による安倍元首相の銃撃事件に端を発し、あらためて旧統一教会の霊感商法による被害実情の悲惨さが浮かび上がった。これを受けて、ようやく被害者・弁護士グループや日弁連などが長年にわたって求めてきた、「霊感その他の合理的に実証することが困難な特別な能力によって不安をあおり又は不安に乗じて寄付を受けた場合その寄付を取消すことが出来る」「借金をさせたり、住居や生計に必要な資産を売って寄付を要求することを禁じる」とする法律が「法人等による寄附の不当な勧誘の防止等に関する法律」（不当寄附勧誘防止法）として成立、2023年6月から施行された。しかし、日弁連等は今なお不十分として改正を求めている。

### 相談事例・被害報告
全国霊感商法対策弁護士連絡会の1987年から2021年までの資料によると、霊感商法による物販や献金や借入などによる「被害件数」は3万4,537件で「被害総額」は約1,237億円に上る。最も被害件数が多いのは1990年で2,880件、最も被害額が多いのは1987年で約164億円であった。物販には壺・印鑑・朝鮮人参濃縮液などが用いられている。
教団や関連団体と密接な関係にあったと長らく指摘されてきた元内閣総理大臣の安倍晋三が2022年7月に銃撃され、死亡した事件を受けて教団は記者会見を開き、2009年にコンプライアンスを強化して献金を見直して以降トラブルはないと主張しているが、全国霊感商法対策弁護士連絡会によると、2021年時点で霊感商法の被害総額は約3億3千万円、そのうち献金・浄財の被害額は約8,800万円に上っている。

### 統一教会/統一協会の霊感商法などをめぐる動き
- 1984年6月10日 - 霊感商法のマニュアルや資金の流れなど、統一教会/統一協会の内幕を暴露した手記を掲載した『文藝春秋』1984年7月号が発売された[注釈 3]。
  - 12月 - 『朝日ジャーナル』（12月5日号）が「霊感商法」の追及キャンペーンを始めた[22]。
- 1986年12月23日 - 通商産業省（以下通産省、現経済産業省）の消費者トラブル連絡協議会において、同省が受け付けた霊感商法に係る相談事例の手口を公表し、参加11団体に注意喚起を要請した[23]。
- 1987年1月 - 全国で1年以上のトーカーとしての経験を積んだ者が集まったトーカー修練会を開催。当時統一教会/統一協会の伝道局長であった櫻井設雄が、トーカーの人事異動を発表した[24]。
  - 3月 - 日本弁護士連合会（日弁連）が霊感商法問題の調査を始めた（[25]、p33）。なお、『朝日ジャーナル』の記者が取材した、統一教会脱会信者の話によれば、同年３月半ばTBS系のテレビ番組『報道特集』で霊感商法が取り上げられる１週間ほど前、霊感商法関係者の会議で関西の対策部長と名乗る人物が「警察の上の方の人は私たちの事を理解している。しかし、下の方は事情を知らず、単なる正義感、常識、法律で私たちを攻撃している」「マスコミが騒ぐと警察は動かざるをえない」「誰かがサタン側に立つ誰かを撃ったとしても、それは天的に当然許される」と語ったという[26]。
  - 3月2日 - 統一教会/統一協会は東京都総務局行政部指導課から霊感商法問題につき信者に対して指導するよう指示を受け、「ハッピーワールド」に対して、委託販売についての自粛を要請した。
  - 3月19日 - 通産省が社団法人「日本訪問販売協会」の幹部に対し、同協会の会員になっているハッピーワールドと「世界のしあわせ」に対し、倫理綱領違反がある場合には同協会として処分を行うように指示した[23]。
  - 3月25日 - 通産省の消費者トラブル連絡協議会において、同省が受け付けた霊感商法に係る相談事例の手口を公表し、参加11団体に対し注意喚起を要請した。
  - 4月 - 有田芳生が『朝日ジャーナル』の「霊感商法」批判キャンペーンに加わった。
  - 4月6日 - 霊感商法に関わる「ハッピーワールド」と「世界のしあわせ」に対し事情聴取及び訪問販売法の遵守について通産省が指導。この日を含め3回指導[23]。
  - 4月30日 - 「ハッピーワールド」、「世界のしあわせ」が日本訪問販売協会幹を自主退会した[23]。
  - 5月 - 「霊感商法」被害の救済のために全国の約300名の弁護士による「全国霊感商法対策弁護士連絡会（略称「全国弁連」）」が結成された。
  - 5月1日 - 「ハッピーワールド」が関連業者に「1987年3月末で『霊感商法』と誤解されるような販売は止めるように」と通達する。厚生省、通産省、国民生活センター にも以後、自粛するという旨を報告した。
  - 5月15日 - 衆議院の法務委員会で警察庁刑事局保安部生活経済課長が霊感商法について、「悪質商法の中でも最も悪質なものの一つということで、全国の警察に繰り返し厳しく取り締まるように指示をしている」と答弁した[16]。
  - 6月3日 - 大阪府立労働センターで「霊石愛好会」の集会が開催。ワイドショーなどで霊能者として出演をしていた慈雲法師(本名：青木慈雲)が悟りや奇跡を呼ぶとして多宝塔の功徳を説き、「霊感商法」を擁護した。
  - 6月4日 - 霊感商法を取り上げたミニコミ誌の編集人が銃撃された「ミニコミちゃんぽん銃撃事件」が発生。
  - 6月6日 - 「霊石愛好会」が東京で「霊石感謝、真実の声、全国代表者大会」を開催した。
  - 8月 - 統一教会/統一協会が「霊感商法」批判に対抗するために、教団の婦人信者を集めて、霊石（壷や多宝塔）を授かったことを感謝しているという「霊石愛好会」を作り、「霊石に感謝する集い」を各地で開催したり、自らの道場で壷・多宝塔を授け、販売という形でなく献金という形でお金を受け取った[27]。
- 1988年1月7日、8日 - 霊感商法における多宝塔等の販売担当者を対象とした「全国トーカー修練会」が開催。前年に霊感商法を自粛することを教団側が公表していたにもかかわらず、教団の伝道局長、桜井設雄が信者たちに経済活動を奨励する講話をした[24]。
- 1992年8月 - 韓国ソウルの3万組国際合同結婚式に桜田淳子、山﨑浩子、徳田敦子の有名人が参加することで世間の注目を浴び、統一教会/統一協会の霊感商法問題を初めとする問題がマスコミで批判された。
- 1993年 - 山崎浩子の失踪事件についてインタビューされていた神山威会長が、霊感商法について質問された際に、「日本は法治国家だから、裁判で決着をつけましょう」という旨の発言をした。
  - 9月17日 - 『週刊文春』が「統一教会系病院、命を弄ぶ霊感商法」というタイトルで統一教会/統一協会系の病院の医療のあり方を批判。その後、記事で批判された医師はこの記事を名誉毀損で訴えたが、1997年2月24日、東京地裁は「医学界においても異論があり、また、癌でもないのに癌の判定をする結果につながりがちな腫瘍マーカー総合診断法に基づき…患者の不安をあおりたて、その不安に付け込んで本来不要で、かつ高額な費用負担を要する治療を行っていたということができる。」と認定して、医師の請求を棄却。東京高裁の1998年1月28日付判決、最高裁の同年7月16日付判決で確定。
- 1994年5月27日 - 福岡地方裁判所において、霊感商法をめぐる裁判で「信者らと教団は実質的な指揮監督関係にあり、信者が献金勧誘行為が教団の教義である万物復帰の実践として理解していたことや献金がいずれも教団に帰属していることなどからみて、原告らに対して不法行為責任を負う」として損害賠償を命じた初めての判決が出た。1996年2月19日、福岡高裁への統一教会/統一協会の控訴が棄却。1997年9月18日最高裁判所も統一教会/統一協会の上告を棄却し、慰謝料も含めて3,760万円の支払いを命じた高裁判決が確定。
- 1996年3月 - 東京都生活文化局が「霊感・霊視商法等に関する実態調査報告」をまとめた（[25]、p32）。
- 1997年2月6日 - 東京の「青春を返せ訴訟」において、証人として小山田秀生4代目会長が教団元トップとしては初めて出廷し、霊感商法等は信者たちが勝手にやったことなどと証言。
- 1999年3月 - 日本弁護士連合会が「宗教的活動にかかわる人権侵害についての判断基準」を公表した（[25]、p9）。
  - 3月11日 - 教団の上告を最高裁が棄却し、信者による霊感商法と同一の方法による献金の強要に関し、教団に対し、使用者責任を認め、献金相当額と慰謝料を支払いを認めた東京高裁判決（平成10年（1998年）9月22日）が確定。
- 2009年7月13日　- 新世事件において教団幹部が逮捕されたことを受け徳野英治会長が引責辞任。教団は「コンプライアンス宣言」を発表し法令遵守を徹底し公序良俗に反する高額な献金要求を控えさせるとした。
  - 11月10日 - 統一教会/統一協会信者による新世事件の裁判で、東京地裁は被告に対し「高度な組織性が認められ、犯情は極めて悪い」として、特定商取引法違反により懲役刑などを言い渡した。霊感商法の関係者が同法で懲役刑を受けるのは全国初[28]。
- 2010年3月19日 - 全国霊感商法対策弁護士連絡会が前年1年間における統一教会/統一協会が行った霊感商法の被害状況を公表。それによると、相談だけで1100件、37億4000万円にのぼり、とりわけ資産家女性を狙ったものが急増したという[29]。
- 「全国霊感商法対策弁護士連絡会」のメンバーで弁護士の川井康雄は、第1次安倍政権終了後の2007年頃から教団に関連した悪徳商法の摘発が相次いでいた一方、2012年の第2次安倍政権発足後に再び刑事事件化することは少なくなったことを指摘し、教団と政治家の関係性は明らかであるとした。同じく弁護士の山口広は、教団は政界のみならず言論・学術界などにも食い込んでおり、違法な霊感商法の被害について警察や行政が積極的に取り組まないように、圧力をかけてもらうように働きかけていると主張している[30]。
- 安倍政権下の2013年に消費者裁判特例法が公布されたが、これは業者側に不法行為や不当利得があった場合を問題とするものの、「死者（先祖）や自身の死後の救済」「開運」といった信仰や宗教的感情に基づいて現物を即金で買うことが通常の旧統一教会の霊感商法は全く対象としていなかった[31]。同じく安倍政権下の2018年の消費者契約法改正案も当初は霊感商法を対象としていなかった。しかし、同年4月には立憲民主党の大西健介議員から、福井照消費者相が旧統一教会系の大会に祝電を送っていた事実を指摘され、何らかの支援を受けた事はないかと追及を受け、福井は、自身が霊感商法と関係があれば担当相の資質を欠くと言明するに至っていた[32]。そのような中で、5月のこの改正案審議中に国民民主党の西岡秀子議員から改正担当の福井消費者相に霊感商法が対象になっておらず盛り込むべきだとの要求が行われ、与党側も野党要求を拒むことが出来ず盛り込まれることとなった[33]。

### 判例

#### 判例1
大理石の壺などを販売していた統一教会/統一協会の信者2人が47歳の主婦をホテルの一室に約9時間半にわたって軟禁し、「おろした子供や前夫が成仏できずに苦しんでいる。成仏させないと今の夫と子どもに大変な事が起こる。全財産を投げ出しなさい」などと迫り、1200万円を支払わせた。
1984年1月12日、青森地方裁判所弘前支部はは、行為が恐喝罪に当たるとして懲役2年6月（執行猶予5年）の判決を下した（、pp136-137）（、p148）。押収された「クレーム対策委員会」と題する書面には、証拠を残さないように注意すべき旨が記載されていた。

#### 判例2
統一教会/統一協会の「霊感商法」や献金などで多額の出費を強いられたとして、元信者10人が統一教会/統一協会に約2億6000万円の損害賠償を求めた訴訟で、大阪地裁は2001年11月20日、「価値の乏しい商品に異常に高額の金を出させた違法な行為だ」と認め、統一教会/統一協会に約1億6000万円の支払いを命じた。一部の献金については「（原告が）信仰心から自発的にしたもので、統一教会/統一協会の教義や宗教活動そのものが違法とはいえない」と判断した。

## 明覚寺（本覚寺）グループによる「霊視商法」

### 主な経過
1984年、後に明覚寺の管長となる男性が千葉県野田市に水子菩薩を扱う訪問販売会社を設立。地元の曹洞宗の寺と協力して販売していた男性が、1987年に醍醐寺の末寺として茨城県大子町に1987年に宗教法人「本覚寺」を設立し、関東一帯にそのグループを展開した。1988年に真言宗醍醐派を離脱し独立の寺として霊視鑑定を行っていたが、消費者センターに苦情が寄せられて詐欺商法だとして損害賠償請求が次々と起こったため、一時的に活動を中止した。その後、休眠状態にあった和歌山県の高野山 （高野町）にある「明覚寺」を買収し、関西地区で同様の活動を再開したが、こちらでも損害賠償請求が多数起こった。愛知県警は明覚寺系列の満願寺（名古屋市）の僧侶らを摘発した。1999年12月16日に、文化庁は「組織ぐるみの違法性が認められる」として和歌山地方裁判所に宗教法人明覚寺に対する解散命令を請求し、和歌山地裁は2002年1月24日に解散命令を出した。明覚寺は最高裁まで争ったが棄却されて解散になった。犯罪を理由にした宗教法人の解散命令としては、オウム真理教に次ぐ2番目のできごとであった。解散後も本覚寺の建物は廃墟として残っている。

### 霊視商法の手口
新聞のチラシや信者が「護符」と称して配るチラシなどで格安または無料相談などで人を集め、霊視鑑定をした後「水子の霊が憑いている」「このままでは不幸になる。」と言うのは「霊感商法」と同じである。
チラシには「相談料（お布施）3000円」などと書かれてある。最初は「入信教師」と呼ばれる僧侶が「鬼業即知法」と呼ばれる、姓名判断による相談者の因縁の鑑定を行い、供養料を要求し、3日間の「浄霊修法会」に参加させるように説得する。次に「導師」と呼ばれる人物が相談者に書かせた家系図をもとに因縁の話を聞かせ、紙に書いたインクの文字の滲み具合で供養が必要な霊を特定するという「流水灌頂」を行い、100万円単位の供養料を要求。その後も寺に通わせて住職が個人面接を行い、更なる霊の供養のための供養料を要求する。供養料の多額さに躊躇する相談者に対しては執拗に長時間説得され、借金をしてでも払うように要求されたという。供養料以外にも霊視商法のチラシを「護符」だとして買わされ、「護符修行」だとして戸別配布することに動員された者もいるという。
明覚寺の管長は経験のある僧侶にトークのマニュアルを作らせ、模擬相談の研修が行なわれていたという。また、各末寺や各僧侶に対し、入信者数や供養料などの所謂「ノルマ」を課しており、その成績の順位を発表し、それに基づく位階に応じた給与が支払われていたという。

## 法律論と裁判
法律的には、霊感商法等をする側が霊感等を持っていないという自覚があれば詐欺罪となることがあり、不安の煽り方が社会通念を逸脱したものであれば恐喝罪になることがある（、p79）。また、原価に比べ不当に高い金額で販売したケースでは公序良俗に反する暴利行為として契約無効（民法90条）を主張することも可能である（、p79）。
統一教会/統一協会の関わった事例では霊感商法を行っていた被告人2人に対し恐喝罪に当たるとされた。刑事事件になったのはこの1件で、他は民事の損害賠償訴訟が多く起こされた。統一教会/統一協会は長らく一部の信者がやったことであると主張して来たが、札幌地裁において、「そもそも、信者らの任意団体たる連絡協議会の存在が訴訟上主張され始めたのは、いわゆる霊感商法問題について最初に民事訴訟が提起された1986年から7年を経過した後のことである。」「しあわせサークル連絡協議会」なる独立の任意団体の存在自体が極めて疑わしい」との判断が下された。
そして1994年5月27日、福岡地裁の霊感商法的な違法な販売・献金勧誘行為に対する損害賠償訴訟で統一教会/統一協会に使用者責任があると、その組織的責任が初めて認定されて以降、統一教会/統一協会が実質的に指揮していたとして、信者らの不法行為に対し、統一教会/統一協会に使用者責任があるとした判決がいくつか出ている。